# Бурьян, Чаба
Чаба Бурьян (венг. Burján Csaba; род. 27 сентября 1994, Печ) — венгерский шорт-трекист, олимпийский чемпион в мужской эстафете зимних Олимпийских игр 2018 года; двукратный призёр чемпионата мира по шорт-треку 2015 и 2017 года; четырёхкратный призёр чемпионата Европы по шорт-треку 2013, 2015, 2016 и 2018 года; семикратный призёр разных этапов Кубка мира по шорт-треку сезона 2014/2015, 2015/2016 и 2016/2017 года.

## Спортивная карьера
Чаба Бурьян родился в городе Печ, медье Баранья, Венгрия. С детства катался на коньках и играл в хоккей с шайбой. Начал кататься в шорт-треке с 2004 года после того, как тренер по подготовке шорт-трекистов увидел игру Бурьяна во время хоккейного матча. В настоящее время тренируется на базе клуба «Pecsi Sport Nonprofit Zrt». В клубе за его подготовку отвечает Тамаш Лакатош (венг. Tamas Lakatos), а в национальной сборной за его подготовку отвечают китайский специалист Чжан Цзин (англ. Zhang Jing) и венгер Акош Банхиди (венг. Akos Banhidi).
Свою первую медаль на соревнованиях международного уровня Бурьян выиграл на чемпионате Европы по шорт-треку 2013 года, что проходил в шведском городе — Мальмё. В эстафете среди мужчин венгерская команда с результатом 7:02.574 (+11.28) финишировала третьей, уступив более высокие позиции соперникам из Нидерландов (6:51.465 (+0.17) — 2-е место) и России (6:51.293 — 1-е место).
На зимних Олимпийских играх 2018 Чаба Бурьян дебютировал в забеге на 1500 м и эстафете. 10 февраля 2018 года в ледовом зале «Кёнпхо» в квалификационном забеге пятой группы на 1500 м среди мужчин он финишировал пятым с результатом 2:19.284 и выбыл из дальнейшей борьбы за медали. В итоговом зачёте Бурьян занял 30-е место. 22 февраля 2018 года в ледовом зале «Кёнпхо» в финальном забеге эстафеты среди мужчин венгерская команда финишировала первой и установила олимпийский рекорд времени — 6:31.971. В борьбе за золото они обогнали соперников из Китая (6:32.035 — 2-е место) и Канады (6:32.282 — 3-е место).

## Дисквалификация
В феврале 2020 года спортсмен дисквалифицирован на 12 месяцев федерацией шорт-трека Венгрии за дисциплинарное и этическое нарушение.